# Joseph Joachim
Joseph Joachim, węg. Joachim József, także spolszcz. Józef Joachim (ur. 28 czerwca 1831 w Kittsee /węg. Köpcsény, zm. 15 sierpnia 1907 w Berlinie) – węgierski skrzypek-wirtuoz, dyrygent, kompozytor.

## Życiorys
Rodzina Joachima była pochodzenia żydowskiego. W 1833 rodzice przyszłego skrzypka zdecydowali o przeprowadzce do Pesztu, gdzie pierwszym jego nauczycielem gry skrzypcowej był Stanisław Serwaczyński. Od 1839 kształcił się w Konserwatorium w Wiedniu, gdzie pobierał lekcje u Michaela Hausera, Georga Hellmesbergera i Josepha Böhma. W 1843 publicznie wystąpił w Lipsku, gdzie rozpoczął naukę kompozycji pod kierunkiem Moritza Hauptmanna oraz gry skrzypcowej pod kierunkiem Ferdinanda Davida. W latach 1852–1856 był Królewskim Kapelmistrzem w Orkiestrze w Hanowerze. W tym okresie poznał m.in. Roberta Schumanna, Clarę Schumann, Maxa Brucha i Johannesa Brahmsa, z którym zaprzyjaźnił się i pomógł mu rozwiązać problemy techniczne przy komponowaniu przez Brahmsa Koncertu skrzypcowego D-dur op. 77. Joachim, któremu kompozytor zadedykował swoje nowe dzieło, był również pierwszym wykonawcą koncertu Brahmsa i autorem dodatkowych kadencji wirtuozowskich.
Joachim jest uważany za jednego z najwybitniejszych skrzypków w historii wiolinistyki. Grywał najchętniej na instrumencie Antonio Stradivariego z 1714. Od 1868 był profesorem Akademii Muzycznej w Berlinie. Założył Joachim-Quartett, słynący z doskonałego wykonawstwa m.in. ostatnich kwartetów Beethovena. Wykształcił wielu wybitnych skrzypków (wśród nich Bronisława Hubermana), jest autorem podręcznika Szkoła gry skrzypcowej (1902–1905). Najświetniejsi kompozytorzy dedykowali mu swoje koncerty (obok Brahmsa m.in. Antonin Dvořák czy Niels Gade). W mniejszym stopniu zajmował się dyrygenturą i kompozycją. Jego kompozycje są trudne techniczne, pod względem stylu noszą ślady wpływów Schumanna i Brahmsa. Najszerzej znanym i do dziś wykonywanym utworem jest Koncert węgierski.
Odznaczony bawarskim Orderem Maksymiliana (1897) i pruskim orderem Pour le Mérite (1899).

## Kompozycje
- Op. 1 Andantino i Allegro scherzoso B-dur na skrzypce i orkiestrę
- Op. 2 Romanze B-dur
- Op. 3 Koncert skrzypcowy g-moll (z orkiestrą lub fortepianem)
- Op. 4 Uwertura „Hamlet”
- Op. 5 „Lindenrauschen” (Szum lipowy)
- Op. 6 Uwertura „Demetrius”
- Op. 7 Uwertura „Henryk IV” (1854)
- Op. 8 Symfonia C-dur (swobodne opracowanie na orkiestrę Grand Duo Franza Schuberta na 4 ręce, 1855)
- Op. 9 Melodie hebrajskie na altówkę i fortepian
- Op. 10 Koncert w stylu węgierskim na skrzypce z towarzyszeniem orkiestry (1861)
- Op. 11 Nocturno na skrzypce i orkiestrę lub fortepian
- Op. 12 Uwertura „In Memoriam Heinrich von Kleist” (1861)